# Landschaftsförderverein
Als Landschaftsförderverein wird landläufig eine  Naturschutzorganisation oder ein Umwelt- oder Naturschutzverein bezeichnet.

## Ziele
Die meist als gemeinnützig anerkannten Organisationen widmen sich im weitesten Sinne dem Schutz und der Erhaltung der Landschaft und bemühen sich um Schutz, Hege und Pflege von Tier- oder Pflanzenarten oder auch von Schutzgebieten und Biotopen.

## Schreibweisen
Weitere Schreibweisen sind:
- Landschafts-Förderverein
- Verein zur Förderung von Landschaft, Natur etc.
- Natur- und Heimatschutz(Verein) oder auch Heimat- und Naturschutz(Verein)